# FILL
FILL（フィル）とは、かつてパイオニアのホームAV機器事業部（現・オンキヨーテクノロジー/ティアック）から製造・発売されていたハイコンポ（プレミアムミニコンポ）のブランド名。

## 概要
1998年に初代FILL「X−NT7MD」および上位機種「X−NT9MD」が発売された。この2機種は各コンポーネントが単品販売されており、一般的な高級オーディオと同じくユーザーが必要な装置のみを選択して組み合わせることが可能であった。1999年にはCDレコーダーがラインナップに加わった。2000年には一体型システムである「X−RS7」が発売された。同年初代FILLの後継機として「X−NT77MD」および「X−NT99MD」が発売。さらにCDレコーダー内蔵一体型システムである「X-RS9R」が発売された。2001年には「X−RS7」の後継機として「X−RS77」およびその上位機種「X−RS77PRO」が発売されている。2002年に発売された一体型システム「X-RS70」をもってFILLの販売は終了した。
ロゴに添えられた「Wide Range System」の一文が示すように、一般的なミニコンポを遥かに超える周波数特性（アンプ部3Hz～150kHz、スピーカー部35Hz～60kHz、いずれも99シリーズ）を誇った。またカタログ等に記載された「ナチュラル･サウンド･システム」の言葉の通り耳当たりの良い音質が特徴であった。

## 主な製品

### セパレート型（初代）
- アンプ
  - アンプ部の特徴として「ワイドレンジリニアサーキット」と「ダイレクトエナジーMOS FET」の搭載が挙げられる。「ワイドレンジリニアサーキット」は電流帰還型回路による1段増幅で必要なゲインを得るもので、これにより広帯域にわたるフラットなダンピングファクターを実現、また通常スピーカー出力に挿入されるチョークコイル等の排除が可能となり回路のシンプル化･コンパクト化が達成された。「ダイレクトエナジーMOS FET」は通常のMOS-FETあるいはバイポーラトランジスタに比べて負荷電流対飽和電圧特性に優れており、エネルギーロスが少なく連続した大電流に強いという特徴を持つ。FILLの単品アンプではこれをシングルプッシュプルで用いて「ワイドレンジリニアサーキット」と併せてシンプルな回路を実現していた。
- CDプレーヤー
  - CD部には「レガート･リンク･コンバージョン」と「Zコンセプト」が搭載されていた。「レガート･リンク･コンバージョン」はスローロールオフ型デジタルフィルターを用いて疑似的に20kHz以上の高周波成分を出力するもので高域の滑らかな音質を実現する[1]。「Zコンセプト」はCDから読み取ったアナログ電気信号を正確にデジタル信号に変換するアキュレートEFM回路によってジッターを低減する。またピックアップレンズはコリメータレンズを削除して信号のロスを低減した自社開発の「クリーンレーザーピックアップ」が搭載されていた。後述のCDレコーダーとの組み合わせが可能だがCD-RWディスクに関しては対応しない場合がある。
- MDレコーダー
  - 独自の「ARTIST（Advanced RealTime Signal Tuning）システム」を搭載。これはATRACによる音声圧縮の際に並行して信号分析を行い聴感上重要と思われる帯域に優先的にデータを割り当てるシステムである。さらに「レガート･リンク･コンバージョン」を搭載している。
- CDレコーダー
  - 「レガート･リンク･コンバージョン」搭載（再生時のみ）。「ストラテジー・コントロールIC」によりディスクの状態に合わせた最適な記録が可能であった。
- カセットデッキ
  - デジタル･プロセッシング･システムを搭載し、再生時にA/D変換を行いデジタル領域で音質を補正する。また「デジタル・ノイズリダクション」、および「レガート･リンク･コンバージョン」、ドルビーBタイプ/Cタイプ NRを搭載している。トランスポート（走行部）にはトレイローディングを用いた2ヘッド方式の録音・再生オートリバース機構が採用され、ノーマルポジション用・ハイポジション用テープの各種録音・再生に対応する。ただし、メタルポジション用テープは再生時のみ対応。

X−NT7MD（MDなしの場合はX-NT7）
- APX−N701（アンプおよびCDチューナーのセット）
- MJ−N901（MDレコーダー）
- S−N701−LR（スピーカー）
  - 13cmコーン型ウーファーと2.5cmドーム型ツイーターによる2ウェイスピーカーシステム。

X−NT9MD（MDなしの場合はX-NT9）
- APX−N901（アンプおよびCDチューナーのセット）
  - APX−N701と比較して電源トランスやコンデンサが強化されている。またアナログ入力端子とスーパーウーファー出力端子が装備されていた。CDチューナー部は同一である。
- MJ−N901（MDレコーダー）
  - X−NT7MDと同一。
- S−N901−LR（スピーカー）
  - 16cmコーン型ウーファーと3.5cmドーム型ミッドレンジ、2.5cmドーム型ツイーターによる3ウェイスピーカーシステム。

（オプション）
- PDR−N901（CDレコーダー）
- T−N901（カセットデッキ）
- B-N701（オーディオラック）

### セパレート型（2代）
電源ケーブルが極性表示付きの着脱式になるなど、初代からよりいっそうの高音質化が図られた。また初代に比べ色調が若干明るめのものに変更された。
- アンプ
  - CDレコーダー用に入出力端子が追加された。
- CDプレーヤー
  - 「レガート･リンク･コンバージョン」が「24bit・レガート･リンク･コンバージョン」にグレードアップされた。従来の「レガート･リンク･コンバージョン」に加え、CDの16bit信号を24bitに拡張して微小信号の再現性を高めた。DACはシングルビットタイプを搭載している。またCD-R/RWの再生に対応し、CD-TEXTの表示も可能である。
- CDレコーダー
  - 「24bit・レガート･リンク･コンバージョン」搭載。DACはマルチレベルデルタシグマDACを採用。
- スピーカー
  - ウーファーには新たにケブラーを配合したものが搭載された。またクラス初のアルミキャストフレームを採用した。

X-NT77MD（MDをCDRに置き換えたものはX-NT77R）
- APX−N702（アンプおよびCDチューナーのセット）
- MJ−N902（MDレコーダー）
- （PDR−N902（CDレコーダー））
- S−N702−LR（スピーカー）
  - 13cmコーン型ウーファーと2.5cmドーム型ツイーターによる2ウェイスピーカーシステム。OFCスピーカーケーブル付属。

X−NT99MD（MDをCDRに置き換えたものはX-NT99R）
- APX−N902（アンプおよびCDチューナーのセット）
  - APX−N702と比較して電源トランスやコンデンサが強化されている。またフォノ入力端子とスーパーウーファー出力端子が装備されていた。CDチューナー部は同一である。
- MJ−N902（MDレコーダー）
  - X−NT77MDと同一。
- （PDR−N902（CDレコーダー））
  - X−NT77Rと同一。
- S−N902−LR（スピーカー）
  - 16cmコーン型ウーファーと3.5cmドーム型ミッドレンジ、2.5cmドーム型ツイーターによる3ウェイスピーカーシステム。SZ-OFCスピーカーケーブル付属。

（オプション）
- T−N902（カセットデッキ）
- B-N902（オーディオラック）
- PL-J2500（アナログプレーヤー）
- S-W3（パワードサブウーファー）

### システムコントロールコード
- ADE7032
  - FILLシリーズのセパレート型コンポーネント(一代目・二代目とも,アンプ/CDチューナ/MD/TAPE/CDR)を接続して連動させられる。
  - 2010年12月現在でも、電気店経由で注文により入手可能。(価格は500円)

### 一体型
X−RS7
- 3枚CDチェンジャーとMDデッキを搭載していた。オプションとしてカセットデッキ「T−RS7」が存在した。
  - 主要技術 - 「レガート・リンク・コンバージョン」「ARTISTシステム」「ケブラー繊維配合ウーファー」

X-RS9R
- 一体型ミニコンポで世界初のCDレコーダー搭載機。3枚CDチェンジャーからの録音が可能。フォノ入力端子を搭載し、アナログプレーヤーからの録音が可能であった。
  - 主要技術 - 「レガート・リンク・コンバージョン」「ストラテジー･コントロールIC」「ケブラー繊維配合ウーファー」

X−RS77
- X−RS7の後継機。3枚CDチェンジャーとMDLP対応のMDデッキを搭載していた。MDLPはグループ機能対応。オプションとしてX−RS7のカセットデッキ「T−RS7」が使用可能であった。
  - 主要技術 - 「レガート・リンク・コンバージョン」「ARTISTシステム」

X−RS77PRO
- X−RS77の上位機種。ブラック系のカラーリングが特徴であった。X−RS77を元にコンデンサを強化し、極性表示付き電源ケーブル、OFCスピーカーケーブル、スピーカーにはアルミキャストフレームが搭載されていた。

X-RS70
- FILL最終モデル。X−RS77の後継機。3枚CDチェンジャーとMDLP対応のMDデッキを搭載していた。MDLPはグループ機能対応。高品位なコンデンサや極性表示付き電源ケーブル、OFCスピーカーケーブルが搭載されていた。オプションとしてX−RS7のカセットデッキ「T−RS7」が使用可能であった。
  - 主要技術 - 「レガート・リンク・コンバージョン」「ARTISTシステム」